# 平鍬
平鍬（ひらぐわ）は耕作作業全般に使われる板状の鍬である。
平鍬の地金として明治以前に使われていたのは南部産の小判鉄と呼ばれる銑鉄を鍛錬し、それを1㎏程の小判型の鉄塊をよく伸ばし板状にし、二枚を合わせて鍛接し平鍬を制作した。現在では一般構造用延圧建材での平鋼か鋼板であってSS41Pが多い。
古い鍛冶職によって平鍬の刃金に使われた金属は主に三種類あり、日本古来のたたら吹きによって砂鉄と木炭によって製錬された玉鋼から作られていたもの、農鍛冶が最も多く使い現在も使われている鍋はがね、古銭を細く割り地金に並べて溶かし刃金にする銭はがねがある。